# صلصة الخبز
صلصة الخبز Bread sauce هي صلصة بريطانية ساخنة أو باردة مصنوعة من الحليب ، وتكون سميكة مع فتات الخبز ،  وعادة ما تؤكل مع الدجاج المشوي أو الديك الرومي أيضًا.

## الوصفة
تتطلب الوصفة الأساسية الحليب والبصل مع فتات الخبز والزبدة المضافة كمكثفات ومتبلة بجوزة الطيب والقرنفل وورق الغار والفلفل والملح.

## تاريخ الصلصة

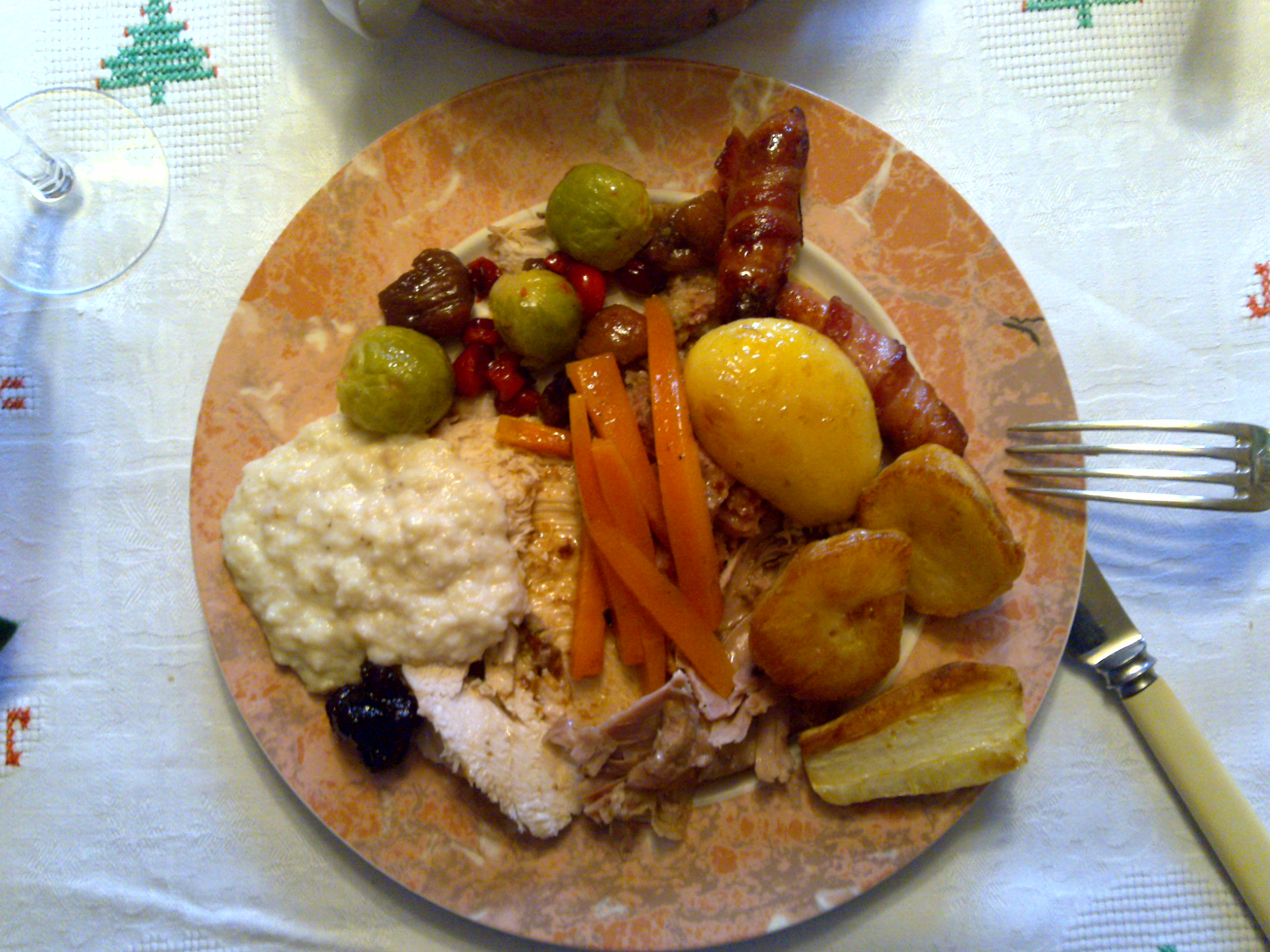
غداء عيد الميلاد التقليدي في المملكة المتحدة والذي من مكوناته صلصة الخبز في يسار الطبق

تعد هذه الصلصة أحد الوصفات المتبقية من الصلصات السميكة بالخبز في العصور الوسطى في المطبخ البريطاني. صُنعت صلصة الخبز البريطاني التقليدية من الحليب أو الزبدة أو الكريمة وفتات الخبز بنكهة البصل والملح والقرنفل و جوزة الطيب والفلفل وورق الغار، مع الدهون الناتجة عن التحميص في كثير من الأحيان مضاف كذلك.
عادة ما يصاحب الطيور المحلية مثل الديك الرومي أو الدجاج. يعتبر استخدام الخبز الذي لا حاجة له هو الأمثل. يمكن إرجاع صلصة الخبز إلى فترة العصور الوسطى على الأقل، عندما استخدم الطهاة الخبز كعامل تكثيف للصلصات. ربما يأتي استخدام الخبز بهذه الطريقة من الطهاة الذين يرغبون في استخدام خبزهم القديم حيث اكتشفوا أنه يمكن دمجه مع الصلصات لجعلها أكثر سمكًا.